# Julija Dżima
Julija Wałentyniwna Dżima (ukr. Юлія Валентинівна Джіма; ur. 19 września 1990 w Kijowie) – ukraińska biathlonistka, złota medalistka olimpijska i wielokrotna medalistka mistrzostw świata.

## Kariera
Na arenie międzynarodowej pierwszy raz pojawiła się w 2008 roku, podczas mistrzostw świata juniorów w 	Ruhpolding. Zajęła tam 31. miejsce w biegu indywidualnym i 61. w sprincie. Jeszcze trzykrotnie startowała na imprezach tego cyklu, zajmując między innymi czwarte miejsce w sztafecie na mistrzostwach świata juniorów w Canmore w 2009 roku i biegu indywidualnym na mistrzostwach świata juniorów w Novym Měscie rok później.
Po raz pierwszy w zawodach Pucharu Świata wystąpiła 4 stycznia 2012 roku w Oberhofie, gdzie zajęła ósme miejsce w sztafecie. Pierwsze punkty zdobyła dwa dni później w tej samej miejscowości, zajmując 33. miejsce w sprincie. Na podium zawodów tego cyklu pierwszy raz stanęła 8 grudnia 2013 roku w Hochfilzen, zajmując drugie miejsce w biegu pościgowym. W zawodach tych rozdzieliła Synnøve Solemdal z Norwegii i Polkę Krystynę Guzik. Swoje pierwsze pucharowe zwycięstwo odniosła 6 grudnia 2018 roku w Pokljuce, gdzie była najlepsza w biegu indywidualnym. Najlepsze wyniki osiągnęła w sezonie 2016/2017, kiedy zajęła ósme miejsce w klasyfikacji generalnej. Była też druga w klasyfikacji biegu indywidualnego w sezonie 2017/2018.
Na mistrzostwach świata w Novym Měscie w 2013 roku razem z koleżankami z reprezentacji zdobyła srebrny medal w sztafecie.  Wynik ten Ukrainki powtórzyły podczas mistrzostw świata w Hochfilzen w 2017 roku. Na tej samej imprezie Dżima zajęła też szóste miejsce w biegu masowym. Ponadto zdobyła brązowe medale sztafecie na mistrzostwach świata w Östersund w 2019 roku, mistrzostwach świata w Anterselvie w 2020 roku i rozgrywanych rok później mistrzostwach świata w Pokljuce.
W 2014 roku wystąpiła na igrzyskach olimpijskich w Soczi, gdzie razem z Witą Semerenko, Wałentyną Semerenko i Ołeną Pidhruszną zwyciężyła w sztafecie. Był to pierwszy w historii medal olimpijski dla Ukrainy w tej konkurencji. Zajęła tam też 7. miejsce w biegu indywidualnym, 42. miejsce w sprincie i 22. w biegu masowym. Brała również udział w igrzyskach olimpijskich w Pjongczangu w 2018 roku, gdzie zajęła 20. miejsce w biegu indywidualnym, jedenaste w sztafecie oraz siódme w sztafecie mieszanej.
Jej hobby to rysowanie i śpiewanie.
Jej ojciec, Wałentyn Dżima, także był biathlonistą.

## Osiągnięcia

### Zimowe igrzyska olimpijskie
| Rok  | Miejscowość | Konkurencje | Konkurencje | Konkurencje | Konkurencje | Konkurencje | Konkurencje | Konkurencje |
| Rok  | Miejscowość | IN          | SP          | PU          | MS          | RL          | MR          | SR          |
| ---- | ----------- | ----------- | ----------- | ----------- | ----------- | ----------- | ----------- | ----------- |
| 2014 | Soczi       | 7.          | 41.         | DNS         | 22.         | 1.          | –           | nd.         |
| 2018 | Pjongczang  | 20.         | –           | –           | –           | 11.         | 7.          | nd.         |
| 2022 | Pekin       | 10.         | 8.          | 13.         | 7.          | 7.          | 13.         | nd.         |

### Mistrzostwa świata
| Rok  | Miejscowość   | Konkurencje | Konkurencje | Konkurencje | Konkurencje | Konkurencje | Konkurencje | Konkurencje |
| Rok  | Miejscowość   | IN          | SP          | PU          | MS          | RL          | MR          | SR          |
| ---- | ------------- | ----------- | ----------- | ----------- | ----------- | ----------- | ----------- | ----------- |
| 2012 | Ruhpolding    | –           | 39.         | 48.         | –           | –           | –           | nd.         |
| 2013 | Nové Město    | 13.         | –           | –           | –           | 2.          | dsq.        | nd.         |
| 2015 | Kontiolahti   | 38.         | –           | –           | –           | 5.          | 11.         | nd.         |
| 2016 | Oslo          | 22.         | 31.         | 9.          | 25.         | 5.          | –           | nd.         |
| 2017 | Hochfilzen    | 9.          | 22.         | 23.         | 6.          | 2.          | 5.          | nd.         |
| 2019 | Östersund     | 12.         | 54.         | dns.        | –           | 3.          | –           | –           |
| 2020 | Rasen-Antholz | 37.         | 22.         | 19.         | –           | 3.          | 5.          | –           |
| 2021 | Pokljuka      | 32.         | 37.         | 25.         | –           | 3.          | 4.          | –           |
| 2023 | Oberhof       | 40.         | 29.         | 14.         | –           | –           | 10.         | –           |
| 2024 | Nové Město    | 39.         | 21.         | 35.         | –           | 5.          | 7.          | –           |
| 2025 | Lenzerheide   | 5.          | 18.         | 22.         | 24.         | 11.         | –           | 20.         |

### Mistrzostwa świata juniorów
| Rok  | Miejscowość | Konkurencje | Konkurencje | Konkurencje | Konkurencje | Konkurencje | Konkurencje | Konkurencje |
| Rok  | Miejscowość | IN          | SP          | PU          | MS          | RL          | MR          | SR          |
| ---- | ----------- | ----------- | ----------- | ----------- | ----------- | ----------- | ----------- | ----------- |
| 2008 | Ruhpolding  | 31.         | 61.         | –           | –           | –           | –           | nd.         |
| 2009 | Canmore     | 12.         | 24.         | 17.         | –           | 4.          | –           | nd.         |
| 2010 | Torsby      | 44.         | 41.         | dns.        | –           | –           | –           | nd.         |
| 2011 | Nové Město  | 4.          | 35.         | 25.         | nd.         | 5.          | nd.         | nd.         |

### Puchar Świata

#### Miejsca w klasyfikacji generalnej
| Sezon     | Miejsce |
| --------- | ------- |
| 2011/2012 | 60.     |
| 2012/2013 | 30.     |
| 2013/2014 | 18.     |
| 2014/2015 | 24.     |
| 2015/2016 | 13.     |
| 2016/2017 | 8.      |
| 2017/2018 | 11.     |
| 2018/2019 | 37.     |
| 2019/2020 | 36.     |
| 2020/2021 | 17.     |
| 2021/2022 | 41.     |
| 2022/2023 | 33.     |
| 2023/2024 | 24.     |
| 2024/2025 | 17.     |

#### Miejsca na podium w zawodach indywidualnych chronologicznie
| Lp. | Dzień        | Rok  | Miejscowość          | Konkurencja                | Lokata | Pudła   | Czas biegu | Strata | Zwycięzca          |
| --- | ------------ | ---- | -------------------- | -------------------------- | ------ | ------- | ---------- | ------ | ------------------ |
| 1.  | 8 grudnia    | 2013 | Hochfilzen           | Bieg pościgowy na 10 km    | 2.     | 0+0+0+0 | 30:27,7    | + 11,5 | Synnøve Solemdal   |
| 2.  | 29 listopada | 2017 | Östersund            | Bieg indywidualny na 15 km | 3.     | 0+0+0+0 | 43:09,4    | + 12,0 | Nadieżda Skardino  |
| 3.  | 1 grudnia    | 2017 | Östersund            | Sprint na 7,5 km           | 3.     | 0+0     | 20:14,4    | + 19,6 | Denise Herrmann    |
| 4.  | 15 marca     | 2018 | Oslo                 | Sprint na 7,5 km           | 3.     | 0+0     | 22:01,0    | + 29,2 | Anastasija Kuźmina |
| 5.  | 6 stycznia   | 2018 | Pokljuka             | Bieg indywidualny na 15 km | 1.     | 0+0+0+0 | 43:06,6    | –      | –                  |
| 6.  | 5 grudnia    | 2019 | Östersund            | Bieg indywidualny na 15 km | 2.     | 0+0+0+0 | 42:46,2    | + 11,1 | Justine Braisaz    |
| 7.  | 22 stycznia  | 2021 | Anterselva           | Bieg indywidualny na 15 km | 2.     | 0+0+0+0 | 42:29,3    | +43,7  | Lisa Hauser        |
| 8.  | 6 marca      | 2021 | Nové Město na Moravě | Sprint na 7,5 km           | 2.     | 0+0     | 18:48,4    | +9,3   | Tiril Eckhoff      |